# ピアノソナタK.570

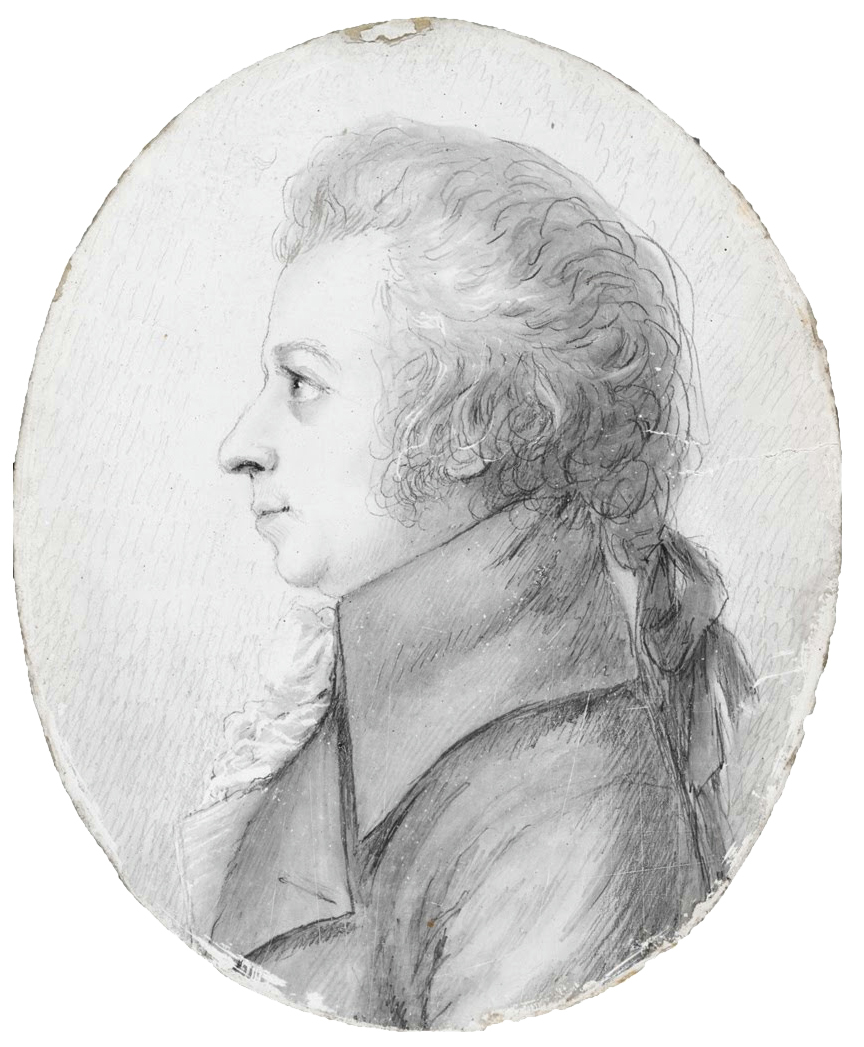
ドーラ・シュトックによるモーツァルトの肖像画（1789年）

ピアノソナタ 変ロ長調 K. 570 は、ヴォルフガング・アマデウス・モーツァルトが作曲したピアノソナタ。旧モーツァルト全集では第16番、新モーツァルト全集では第17番とされる。

## 概要
1789年2月にウィーンで作曲されたと考えられるが、作曲の動機については不明な点が多い。他者の手（かつてはヨハン・アンドレの手によるものと考えられていたが、近年の研究ではヨハン・メーデリッチュの手によるものと推定されている）でヴァイオリンパートを付け加えられた版があり、モーツァルトの死後しばらくはむしろこの版によって知られていた。

## 曲の構成
- 第1楽章 アレグロ
変ロ長調、4分の3拍子、ソナタ形式。
お使いのブラウザーでは、音声再生がサポートされていません。音声ファイルをダウンロードをお試しください。
- 第2楽章 アダージョ
変ホ長調、4分の4拍子、ロンド形式。
お使いのブラウザーでは、音声再生がサポートされていません。音声ファイルをダウンロードをお試しください。
- 第3楽章 アレグレット
変ロ長調、4分の4拍子、変則的なロンド形式。
お使いのブラウザーでは、音声再生がサポートされていません。音声ファイルをダウンロードをお試しください。